# محکومیت
در مباحث حقوقی، محکومیت عبارت است از تعیین مجرم بودن یک خوانده از سوی دادگاه هنگام بررسی یک جرم. محکومیت ممکن است به دنبال اقرار به ارتکاب جرم که توسط دادگاه نیز پذیرفته شده است، محاکمه هیئت منصفه که در آن حکم مبنی بر مجرم بودن خوانده صادر می‌شود، یا محاکمه توسط قاضی که در آن متهم مجرم شناخته شود، انجام پذیرد.